# 清見村立大原小学校小原分校
清見村立大原小学校小原分校（きよみそんりつ おっぱらしょうがっこう　おはらぶんこう）は、かつて岐阜県大野郡清見村（現・高山市清見町）に存在した公立小学校。

## 概要
- 大原小学校の分校であり、清見村大字夏厩字小原（現・高山市清見町大原の北東部）に存在した。小原地区は小原川（馬瀬川支流）の上流部にある集落であった。
- 地区の住民のために設置されたのでは無く、木炭増産報国運動により製炭従業者がこの地区に移住。その子弟のために設置された。

## 沿革
- 1939年（昭和14年）4月1日 - 大原国民学校小原分教場として開校。
- 1947年（昭和22年）4月1日 - 清見村立大原小学校小原分校に改称する。
- 1950年（昭和25年）3月31日 - 廃校。